# ليزا دونوفان
ليزا دونوفان (بالإنجليزية: Lisa Donovan) هي يوتيوبية وممثلة أمريكية، ولدت في 11 يونيو 1980.

## وصلات خارجية
- ليزا دونوفان على موقع IMDb (الإنجليزية)